# Difosfine
Difosfines, soms ook aangeduid als bisfosfanen, vormen een groep van organofosforverbindingen. Het kenmerk van deze groep verbindingen is de aanwezigheid van twee fosforatomen, die met elkaar verbonden zijn via een koolstofketen. Deze fosforatomen zijn trivalent en bezitten nog een vrij elektronenpaar, waardoor chelatie mogelijk is. Een groot aantal van de verbindingen in deze groep wordt daarom in de anorganische en de organometaalchemie toegepast als ligand. De eigenschappen van het koolstofgedeelte van de molecule bepalen in grote mate de karakteristieken van het difosfine als ligand, waaronder de flexibiliteit en de stabiliteit van het gevormde chelaat.
De meest gebruikte difosfineliganden hebben de algemene formule (C6H5)2P(CH2)nP(C6H5)2.

## Synthese
Deze verbindingen kunnen bereid worden door de reactie van X(CH2)nX met YP(C6H5)2 (met Y een alkalimetaal):
{\displaystyle {\ce {Cl(CH2)_{n}Cl + 2NaP(C6H5)2 -> (C6H5)2P(CH2)_{n}P(C6H5)2 + 2NaCl}}}
Difosfineliganden kunnen ook op andere manieren bereid worden:
- via een dubbelgelithieerd reagens met chloorfosfines, zoals in de synthese van xantfos
- door de reactie van een secundair fosfine met een vinylfosfine

## Ketenlengte en coördinatievermogen
De lengte van de koolstofketen tussen de fosforatomen heeft grote invloed op de complexen die gevormd worden. In complexen van 1,1-bis(difenylfosfino)methaan worden makkelijk twee metaalatomen in één complex gebonden. Is de keten tussen de twee fosforatomen 2, 3 of 4 koolstofatomen lang, dan wordt meestal een ringvormig complex gevormd rond één metaalatoom. De meest gebruikte ligand uit deze groep is 1,2-bis(difenylfosfino)ethaan, dat met de meeste metalen vijfringen vormt.
De aanwezigheid van ringstructuren in het koolstofgedeelte van de molecule verlenen het een zekere starheid die, zoals bij xantfos, tot speciale eigenschappen leidt, zoals een grote, maar wel vaste kaakbreedte.
Sommige difosfines, zoals het eigenlijk speciale geval van (t-Bu)2P(CH2)10P(t-Bu)2, geven aanleiding tot macrocyclische verbindingen met liefst 72 atomen in een ring.
Op zich is het mogelijk de twee donerende fosforatomen in een trans-positie rond het centrale atoom te plaatsen, maar de daarvoor noodzakelijke lengte in de koolstofketen tussen de fosforatomen maakt deze ook flexibel, waardoor de gevormde complexen niet erg stabiel zijn. Dit probleem is opgelost door in het koolstofskelet aromatische ringen op te nemen. Hierdoor ontstaan de niet flexibele xantfos- en SPANphosliganden met een grote kaakbreedte.

## Overzicht van veelgebruikte fosfineliganden
Een aantal van de veel gebruikte difosineliganden zijn in onderstaande tabel verzameld. De afkortingen voor de verbindingen zijn doorgaans afgeleid van de Engelse namen. In onderstaande tabel zijn een aantal verbindingen volgens de klassieke regels benoemd (..fosfino..) een aantal volgens de nieuwere IUPACregels (..fosfano..)
| Afkorting | Gebruikelijke naam                           | IUPAC-naam                                                                  |
| --------- | -------------------------------------------- | --------------------------------------------------------------------------- |
| DPPM      | 1,1-bis(difenylfosfino)methaan               | methyleenbis(difenylfosfaan)                                                |
| DMPE      | 1,2-bis(dimethylfosfino)ethaan               | ethaan-1,2-diylbis(dimethylfosfaan)                                         |
| DIPPE     | 1,2-bis(di-isopropylfosfino)ethaan           | ethaan-1,2-diylbis(di(propan-2-yl)fosfaan)                                  |
| DPPE      | 1,2-bis(difenylfosfino)ethaan                | ethaan-1,2-diylbis(difenylfosfaan)                                          |
| DIPAMP    | dimeer van fenylanisylmethylfosfine          | ethaan-1,2-diylbis[(2-methoxyfenyl)fenylfosfaan]                            |
| PAMP      | fenylanisylmethylfosfine                     |                                                                             |
| DPPP      | 1,3-bis(difenylfosfino)propaan               | propaan-1,3-diylbis(difenylfosfaan)                                         |
| DPPB      | 1,4-bis(difenylfosfino)butaan                | butaan-1,4-diylbis(difenylfosfaan)                                          |
| Chirafos  | 2,3-bis(difenylfosfano)butaan                | butaan-2,3-diylbis(difenylfosfaan)                                          |
| BINAP     | 2,2'-bis(difenylfosfino)-1,1'-binaftyl       | 1,1'-binaftaleen-2,2'-diylbis(difenylfosfaan)                               |
| Xantfos   | 4,5-bis(difenylfosfino)-9,9-dimethylxantheen | 9,9-dimethyl-9H-xantheen-4,5-diylbis(difenylfosfaan)                        |
| SPANfos   |                                              | 4,4,4',4',6,6'-hexamethyl-2,2'-spirobichromaan-8,8'-diylbis(difenylfosfaan) |
| SEGPHOS   |                                              | 4,4'-bi-1,3-benzodioxol-5,5'-diylbis(difenylfosfaan)                        |
| DPPF      | 1,1'-bis(difenylfosfino)ferroceen            |                                                                             |
| Me-DuPhos | 1,2-bis(2,5-dimethylfosfolano)benzeen        | 1,2-fenyleenbis(2,5-dimethylfosfolaan)                                      |